# 三菱UFJモルガン・スタンレーPB証券
三菱UFJモルガン・スタンレーPB証券株式会社（みつびしユーエフジェイ・モルガン・スタンレー・ピービーしょうけん）は、かつて存在した日本の証券会社。三菱UFJフィナンシャル・グループにおいて日本の富裕層個人・法人に対し、プライベート・バンキング業務を行っていた。

## 概要
2005年9月に三菱東京フィナンシャル・グループ（現：三菱UFJフィナンシャル・グループ）とメリルリンチグループが対等の立場での合弁契約を締結。
2006年5月1日に三菱UFJメリルリンチPB証券として営業を開始した。旧大手山一證券から業務と社員を引き継いだメリルリンチ日本証券の個人顧客部門を会社分割で承継した会社で、メリルリンチ日本証券の顧客約1万人、約1兆4000億円の金融資産を引き継いだ。
事業は、富裕層向けサービスに特化しているため、顧客は金融資産1億円以上が対象となっており、2010年において2万人超が、同証券を利用している。
2008年に三菱UFJが、米国大手モルガン・スタンレーに出資、またメリルリンチがバンク・オブ・アメリカに買収され、周辺環境に変化が生じる。この時点では、同社では「合弁の枠組みに変化はない」としていた。
2012年12月に、株主は三菱UFJ証券ホールディングス（51.0%）と当時の三菱東京UFJ銀行（49.0%）の2社となり、当面は商号を変更しないとしていたが、2014年3月24日に商号を三菱UFJモルガン・スタンレーPB証券に変更。併せて本社を大手町フィナンシャルシティノースタワーに移転すると発表した。三菱UFJフィナンシャル・グループの100%グループ会社となり、グループ内での連携強化と、米国大手モルガン・スタンレーをはじめとする、グローバル経営資源の活用に努めており、現在では国内の富裕層ビジネスの専業企業として、最大規模の事業を展開。日本の総合ランキングである 「日本のベスト・プライベート・バンク (Best Private Banking Services Overall)」を受賞している。
2020年8月、三菱UFJモルガン・スタンレー証券と合併し、消滅した。

## 沿革
- 2005年9月28日 - 三菱東京フィナンシャル・グループ（MTFG）・東京三菱銀行（三菱東京UFJ銀行を経た現：三菱UFJ銀行）・三菱証券（現：三菱UFJ証券ホールディングス）、Merrill Lynch&Co.,Inc.の4社が合弁契約締結。
  - メリルリンチ日本証券が、合弁会社設立準備会社を設立。
  - メリルリンチ日本証券が、会社分割により個人顧客部門を準備会社に移管し、準備会社は議決権のない優先株式を発行。
  - 東京三菱銀行と三菱UFJ証券が出資し、合弁会社化。
- 2006年5月1日 - 三菱UFJメリルリンチPB証券として営業開始。
- 2012年12月26日 - メリルリンチ日本証券が株式を三菱UFJ証券ホールディングスと三菱東京UFJ銀行に譲渡。
- 2014年3月24日 - 商号を三菱UFJメリルリンチPB証券から三菱UFJモルガン・スタンレーPB証券に変更。本社を大手町フィナンシャルシティノースタワーに移転。
- 2020年8月1日 - 三菱UFJモルガン・スタンレー証券と合併。

## 店舗
- 本店（東京）
- 大阪支店
- 名古屋支店
- 福岡支店

## 受賞歴
2017年2月、Euromoney誌が主催する「2017 Private Banking Survey」の結果が発表された。この調査はプライベートバンキング業界で最も権威ある調査のひとつで、同業他社による投票に基づいている。同調査にて5年連続で日本の総合ランキングである 「日本のベスト・プライベート・バンク (Best Private Banking Services Overall)」を受賞。日本国内における部門賞も14部門中11部門で1位を獲得した。
今回の受賞により、直近8年間で7回目の「日本のベスト・プライベート・バンク」の受賞となった。